# Takuya Shimamura
Takuya Shimamura (jap. 島村 拓弥, Shimamura Takuya; * 6. März 1999 in der Präfektur Okayama) ist ein japanischer Fußballspieler.

## Karriere
Takuya Shimamura erlernte das Fußballspielen in der Jugendmannschaft von Kyōto Sanga. Hier unterschrieb er 2017 auch seinen ersten Profivertrag. Der Verein aus Kyōto, einer Stadt im Südwesten der japanischen Hauptinsel Honshū im Ballungsgebiet Kansai, spielte in der zweiten Liga, der J2 League. Die Saison 2018 wurde er an den Ligakonkurrenten FC Gifu nach Gifu ausgeliehen. Hier absolvierte er vier Zweitligaspiele. Nach Ende der Ausleihe kehrte er nach Kyōto zurück. 2019 wechselte er auf Leihbasis zum Londrina EC nach Brasilien. Der Verein aus Londrina im Bundesstaat Paraná spielte in der zweiten brasilianischen Liga, der Série B. Hier kam er jedoch nicht zum Einsatz. Im Anschluss wurde er Anfang 2020 an den japanischen Erstligisten Cerezo Osaka nach Osaka ausgeliehen. Die erste Mannschaft von Cerezo spielte in der ersten Liga, die U23-Mannschaft trat in der dritten Liga an. In der  ersten Mannschaft kam er nicht zum Einsatz. Für die U23 absolvierte er 30 Drittligaspiele. nach Vertragsende in Kyōto wechselte er im Februar 2021 zum Drittligisten FC Imabari. Für den Verein aus Imabari bestritt er 48 Drittligaspiele. Zu Beginn der Saison 2023 wechselte er nach Kumamoto zum Zweitligisten Roasso Kumamoto. Nach einer Spielzeit, in der er 36 Ligaspiele bestritt, wechselte er im Januar 2024 zum Erstligisten Kashiwa Reysol.